# Kirchbrak
Kirchbrak is een gemeente in de Duitse deelstaat Nedersaksen. De gemeente maakt deel uit van de Samtgemeinde Bodenwerder-Polle in het Landkreis Holzminden. Kirchbrak telt 976 inwoners.
Tot Kirchbrak behoren ook de dorpjes en gehuchten Westerbrak, Osterbrak, Breitenkamp en Heinrichshagen.
Kirchbrak ligt in het dal van het riviertje de Lenne. Door dit dal loopt ook de vroegere spoorlijn van Station Emmerthal via Bodenwerder naar Vorwohle, gemeente Eimen. Op het traject Bodenwerder- Kirchbrak - Dielmissen zijn van dit buiten dienst gestelde spoorlijntje de rails blijven liggen. Men kan er in een draisine, die er hier uitziet als een soort met handkracht te bewegen huifkar voor 15 personen, toeristische ritten op dit voormalige spoor maken. Bij het eindpunt kan men dan iets eten of drinken.
Ten zuiden van Kirchbrak ligt het fraaie, beboste berggebied Vogler. Men kan hier o.a.  via het gehucht Heinrichshagen wandelen naar de 460 m hoge top van de berg Ebersnacken (ca. 8 km). Daar bovenop staat een, uiterlijk op een houten olieboortoren gelijkende, uitzichttoren. De Vogler is ook een ecologisch waardevol natuurreservaat. Zie: Weserbergland.
Bezienswaardig in het dorp is de in de 12e eeuw gebouwde, evangelisch-lutherse, St. Michaëlskerk, met in het fraaie interieur een altaarstuk uit de 17e eeuw en een orgel uit de 18e eeuw. Helaas is er vrijwel geen andere mogelijkheid om deze kerk van binnen te bekijken, dan door op zondagochtend aan de kerkdienst deel te nemen.
Een onder monumentenzorg geplaatst en belangrijk  industrieel monument is het in 1925 naar ontwerp van de beroemde architecten Walter Gropius en Ernst Neufert gebouwde AMCO-Fabrikerweiterungsgebäude, de uitbreiding van de fabriek van een houtverwerkend bedrijf (dat in 2019 nog steeds bestond en de grootste werkgever van Kirchbrak is). Vergelijk ook het artikel over de niet zeer ver verwijderde, ook door Gropius ontworpen, Fagusfabriek te Alfeld (Leine).
In Westerbrak staat het door de adellijke familie Von Grone bewoonde landgoed (Rittergut), waarvan de in 2003 gerestaureerde tuinen bezichtigd kunnen worden.

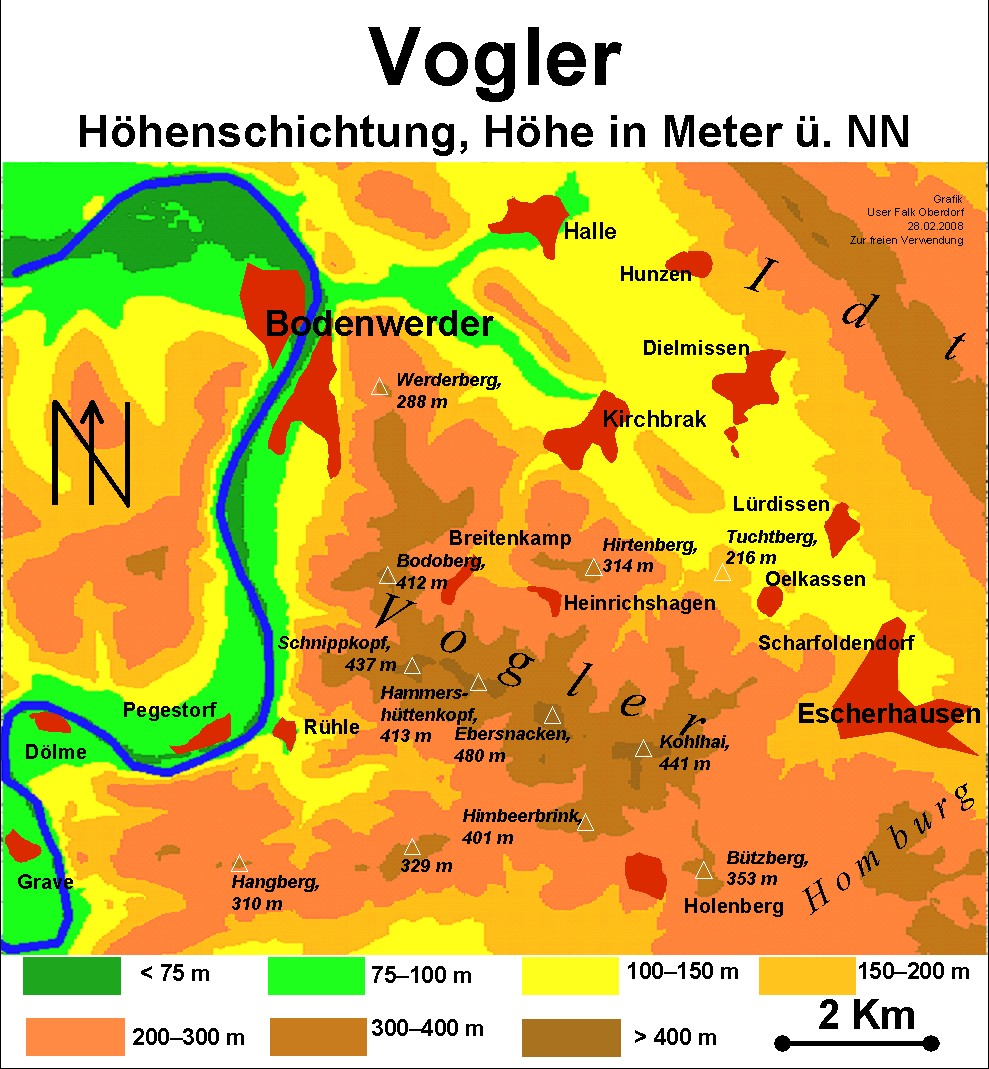
Overzichtskaart Vogler
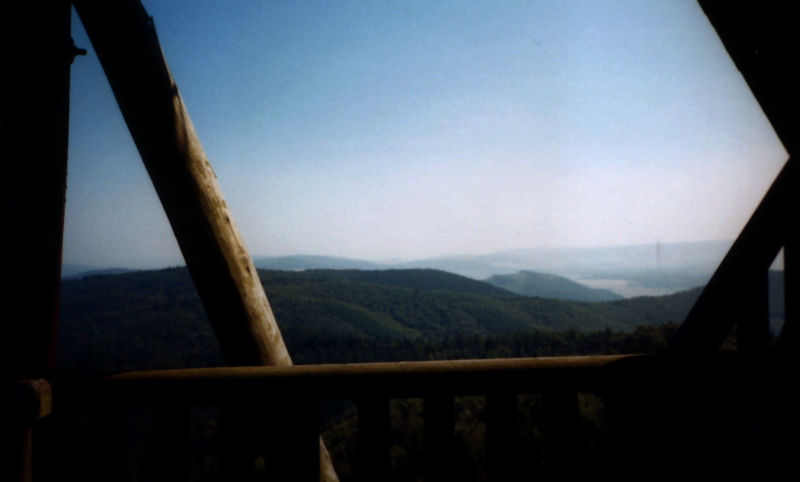
Uitzicht vanaf de berg Ebersnacken
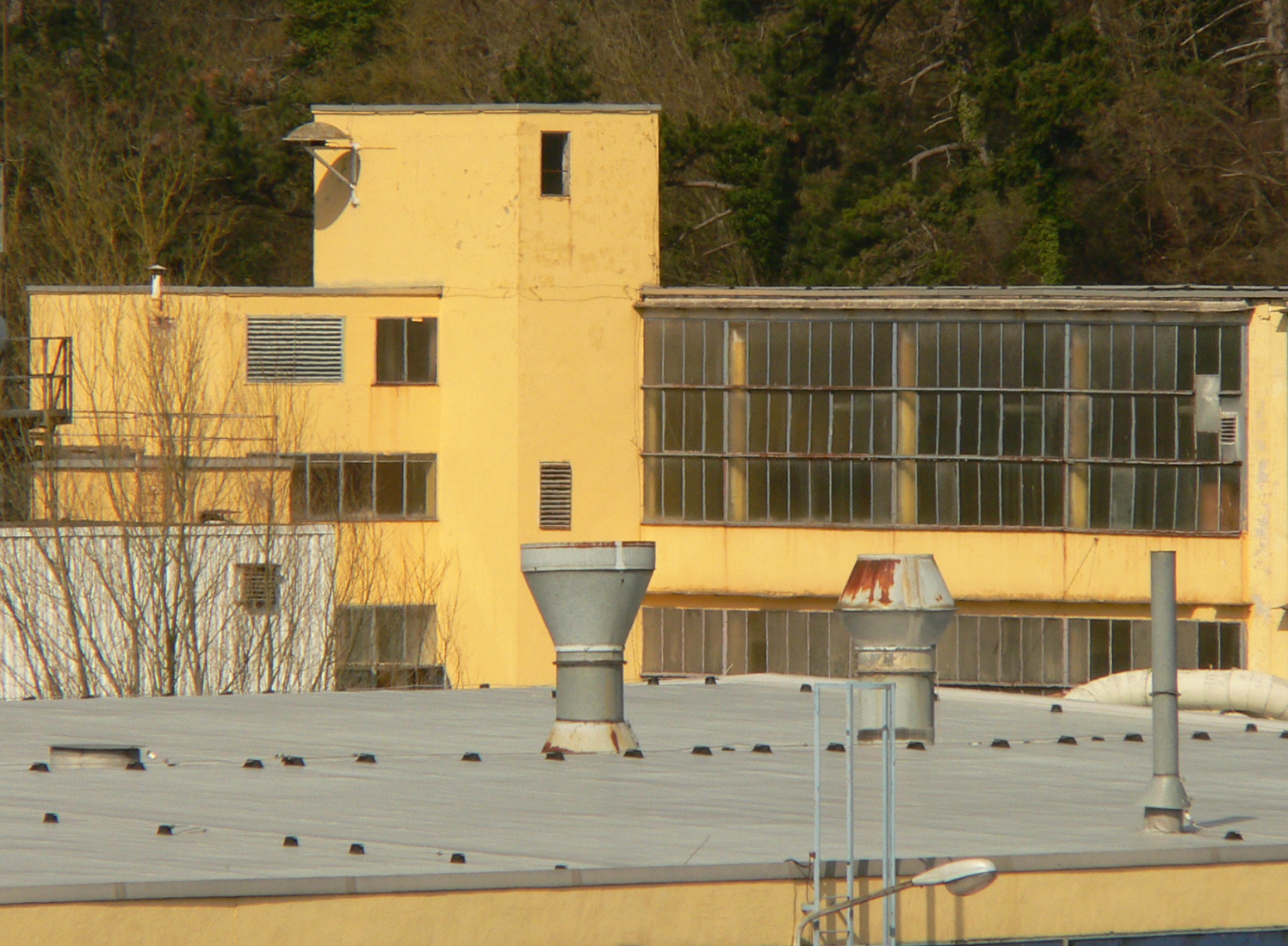
AMCO-Fabrikerweiterungs-gebäude
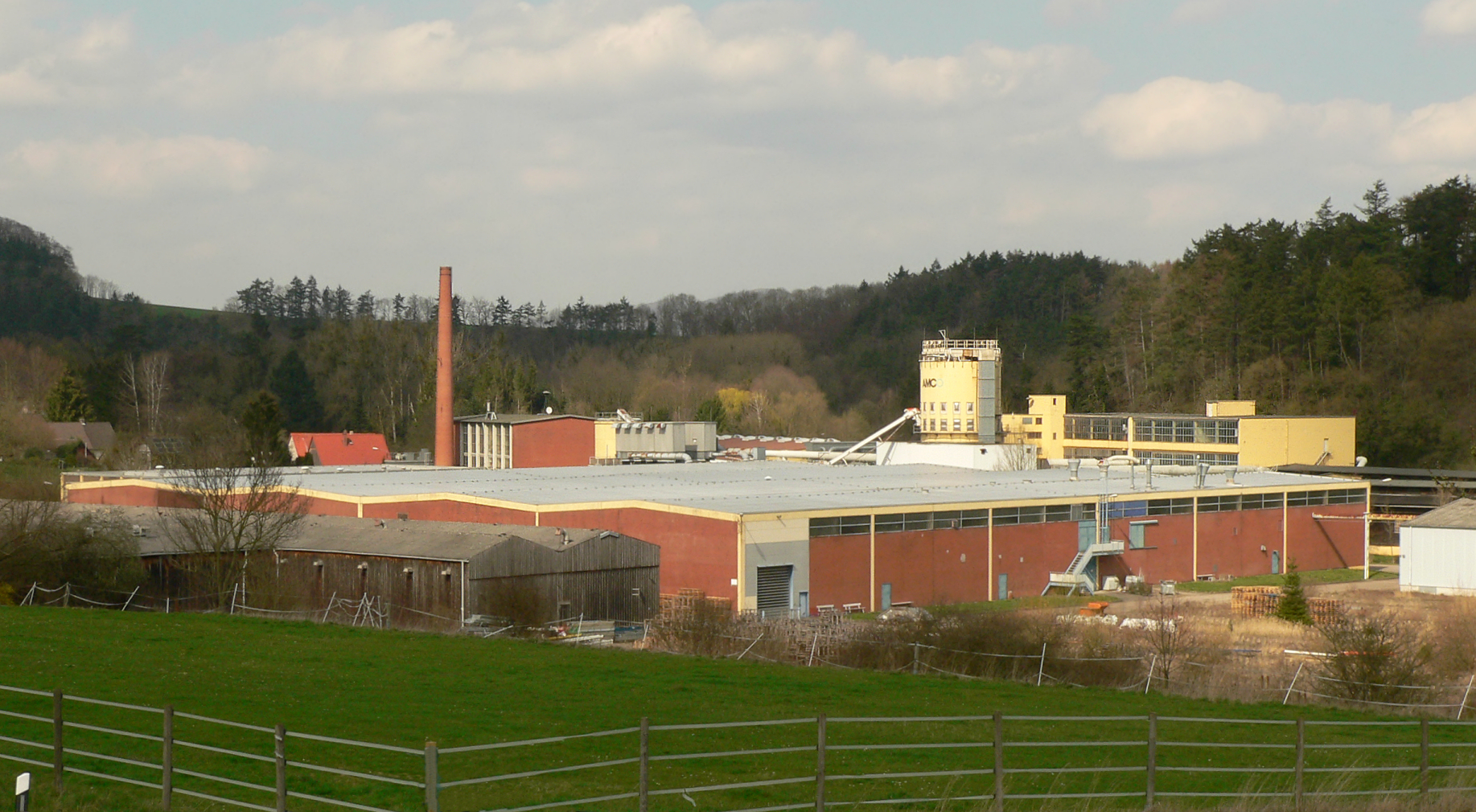
De gehele fabriek in 2019; het gele gedeelte op de achtergrond is het monumentale gedeelte

- Gemeinsame Normdatei: 4195635-7
- MusicBrainz: 5875d44f-a574-4d9a-b042-0a9f3ff2970a
- Virtual International Authority File: 233744936

Arholzen · 
Bevern · 
Bodenwerder · 
Boffzen · 
Brevörde · 
Deensen · 
Delligsen · 
Derental · 
Dielmissen · 
Eimen · 
Eschershausen · 
Fürstenberg · 
Golmbach · 
Halle · 
Hehlen · 
Heinade · 
Heinsen · 
Heyen · 
Holenberg · 
Holzen · 
Holzminden · 
Kirchbrak · 
Lauenförde · 
Lenne · 
Lüerdissen · 
Negenborn · 
Ottenstein · 
Pegestorf · 
Polle · 
Stadtoldendorf · 
Vahlbruch · 
Wangelnstedt